# 티애
티애(본명: 이태은, 1993년 9월 24일)는 대한민국의 모델이자 가수이다. 그룹 라니아의 전 멤버

## 프로필
학력
- 대경대학 실용음악과 졸업

데뷔
- 진온라인 <슈퍼스타 Z 오디션>에 선발됐으며, HOT 멤버였던 토니안의 교복모델캐스팅이 되어 씨엔블루와 2010년 스쿨룩스[1] 모델으로도 활동[1][2]하고 있고, 영화 데뷔는 《하이프 네이션》 의 2PM 前 멤버인 박재범[3]의 여동생 역을 맡았다.

## 주요 작

### 영화
- 2014년 《하이프네이션: 힙합사기꾼》

### 예능
- 2011년 KBS2《출발드림팀 시즌 2》

## 광고
- 2010년 스쿨룩스[1]